# ArchLabs
ArchLabs Linux — более не поддерживаемый дистрибутив Linux, основанный на минимальной операционной системе Arch Linux с диспетчером окон Openbox.
Вдохновлённые Bunsenlabs, сотрудники ArchLabs Мэтью Добсон и Бретт Стивенс начали собирать основы ArchLabs в начале января 2017 года в качестве альтернативы Arch Linux. Первый релиз вышел 24 января 2017 года.
Релиз версий от 3.0 до 5.0 был подвергнут критике за то, что он ломался из слишком многих приложений, и тем, что также страдал большим размером ISO. Это привело к переориентации команды на минимализм и созданию легкого ISO. Релиз Minimo был первым из этого минимального выпуска с изменениями от традиционной панели Openbox, Tint2 до Polybar. Также в этом выпуске был добавлен скрипт Al-Hello, бывший частью дистрибутива от BunsenLabs, который помогает пользователю настраивать свой рабочий стол со многими популярными приложениями и утилитами. Это помогло минимизировать ISO для загрузки.
В выпуске 2018.02 представлен новый улучшенный приветственный скрипт Al-Hello и множество дополнений и усовершенствований для ArchLabs.
В 2018.07 появилось больше улучшений для нового установщика AL-Installer.
С выходом 2018.12 произошло удаление live среды и постустановочного сценария «AL-Hello». В программу AL-Installer (ALI) добавлены варианты выбора среды рабочего стола и менеджеров окон, а также выбор приложений. Также в этом выпуске 2018.12 был представлен собственный помощник AUR (Arch User Repository), baph (Basic AUR Package Helper).
2019.10.29 был 3-й выпуск ArchLabs на 2019 год (после 2019.1.20 & 2019.10.28).В программу установки было внесено много изменений, в том числе добавлены дополнительные среды рабочего стола и оконные менеджеры. В первую очередь, awesomewm и jwm.
Выпуск 2023.06.07 стал последним для операционной системы. О прекращении работы над проектом было объявлено 8 июня 2023 года.

## История версий
| Версия     | Кодовое имя | Дата выпуска     | Версия ядра                                      |
| ---------- | ----------- | ---------------- | ------------------------------------------------ |
| idea       | Start       | 1 января 2017    | Неизвестно                                       |
| Alpha      | Нет.        | 24 февраля 2017  | Неизвестно                                       |
| 1.0        | Нет.        | 3 марта 2017     | Неизвестно                                       |
| 3.0        | Нет.        | 6 марта 2017     | Неизвестно                                       |
| 3.4        | Нет.        | 7 апреля 2017    | Неизвестно                                       |
| 4.0        | Нет.        | 29 апреля 2017   | Неизвестно                                       |
| 4.1        | Yoda        | 4 июня 2017      | Неизвестно                                       |
| 5.0        | R2-D2       | 7 июля 2017      | 4.11.9                                           |
| 2017.09    | Minimo      | 17 сентября 2017 | 4.12.13                                          |
| 2017.10    | Нет.        | 24 октября 2017  | В LTS-версии — 4.9.56 В обычной версии — 4.13.19 |
| 2017.12    | Нет.        | 23 декабря 2017  | 4.13.3                                           |
| 2018.02    | Нет.        | 26 февраля 2018  | 4.15.5                                           |
| 2018.03    | Нет.        | 4 марта 2018     | 4.15.6                                           |
| 2018.05    | Нет.        | 11 мая 2018      | 4.16.8                                           |
| 2018.07    | Нет.        | 29 июля 2018     | 4.17.10                                          |
| 2018.12    | Нет.        | 18 декабря 2018  | 4.19.9                                           |
| 2019.01    | Нет.        | 20 января 2019   | 4.20.3                                           |
| 2019.10.28 | Нет.        | 28 октября 2019  | 5.3.7                                            |
| 2019.10.29 | Нет.        | 29 октября 2019  | 5.3.7                                            |
| 2020.05.04 | 2020.05.04  | 4 мая 2020       | 5.6.8                                            |
| 2020.11.04 | 2020.11.04  | 4 ноября 2020    | 5.9.3                                            |
| 2021.05.02 | 2021.05.02  | 2 мая 2021       | Неизвестно                                       |
| 2022.10.15 | 2022.10.15  | 15 октября 2022  | Неизвестно                                       |
| 2023.01.20 | 2023.01.20  | 20 января 2023   | Неизвестно                                       |
| 2023.06.07 | 2023.06.07  | 7 июня 2023      | Неизвестно                                       |

Легенда:
 Старая неподдерживаемая версия
 Последняя версия
 Будущий релиз